# Arbenita Curraj
Arbenita Curraj (Suhareka, 28 luglio 1996) è una calciatrice albanese, difensore del Genoa e della nazionale albanese.

## Carriera
Nata a Suhareka, in Kosovo, Curraj ha iniziato a giocare nell'Hajvalia, con cui ha vinto due titoli nazionali, per poi passare alle albanesi del Vllaznia, con cui ha vinto sette campionati consecutivi, oltre a debuttare in Champions League.
Il 23 luglio 2025, è passata a titolo definitivo al Genoa, neo-promosso in Serie A, con cui ha firmato un contratto biennale.

### Nazionale
Curraj è scesa in campo per la nazionale maggiore albanese in 37 occasioni, realizzando un gol e due assist.

## Palmarès

### Club
- Campionato kosovaro: 2

Hajvalia: 2015-2016, 2016-2017
- Campionato albanese: 7

Vllaznia: 2018-2019, 2019-2020, 2020-2021, 2021-2022, 2022-2023, 2023-2024, 2024-2025
- Coppa del Kosovo: 2

Hajvalia: 2015-2016, 2016-2017
- Coppa d'Albania: 5

Vllaznia: 2018-2019, 2019-2020, 2020-2021, 2021-2022, 2022-2023